# Sapho
Sapho és una òpera en cinc actes amb música de Jules Massenet i llibret en francès de Henri Cain i Arthur Bernède, basada en la novel·la homònima d'Alfons Daudet. Es va estrenar a l'Opéra-Comique de París el 27 de novembre de 1897 amb Emma Calvé com a Fanny Legrand.
Sapho mai ha aconseguit un lloc en el repertori operístic estàndard. La història es refereix a una model artista anomenada Fanny Legrand que comença una relació amb un jove, Jean Gaussin. La relació, com passa tan freqüentment en l'òpera, es malmet i acaba amb Fanny deixant a Jean mentre dorm.

## Personatges
| Rol                                               | Tessitura    | Elenc de l'estrena, 27 de novembre de 1897 (Director: - Jules Danbé) |
| ------------------------------------------------- | ------------ | -------------------------------------------------------------------- |
| Fanny Legrand, model artista                      | soprano      | Emma Calvé                                                           |
| Jean Gaussin, un jove                             | tenor        | Julien Lepestre                                                      |
| Irène, la seva germana                            | soprano      | Julia Guiraudon                                                      |
| Divonne, la seva mare                             | mezzosoprano | Charlotte Wyns                                                       |
| Césaire, el seu pare                              | baix         | André Gresse                                                         |
| Caoudal, un escultor                              | baríton      | Marc-Nohel                                                           |
| Un granger                                        | tenor        | Maurice Jacquet                                                      |
| Propietari d'un restaurant                        | baríton      | Dufour                                                               |
| Cor: hostes, actors vagabunds, artistes, gitanos. |              |                                                                      |

## Argument

### Acte I
En un saló del taller de l'escultor Caoudal, on se celebra un ball de màscares.
Caoudal apareix a l'escena com a organitzador del ball, disfressat i envoltat de dones i amics. Entre ells hi ha en Jean, a qui Caoudal increpa per la seva timidesa, dient-li que a la seva edat és estrany que fugi del bullici i les dones. Jean es queda sol lamentant-se d'estar lluny de Provença, la seva terra natal; s'escolta la veu de Fanny (Sapho) cantant una cançó, que tots els convidats coregen. El soroll i l'algaravia creixen fins que apareix a l'escena Fanny (Sapho) envoltada de tots els homes, els quals la bromegen i l'envolten mentre Fanny els menysprea a tots.
Fanny s'ha fixat en Jean, s'hi acosta i li pregunta si també és artista. Jean li diu que no, i davant la insistència de la mirada de Fanny, abaixa la vista tímidament. Caoudal i els seus amics interrompen el diàleg i conviden Fanny i Jean a sopar. Fanny, plena de passió per Jean, li proposa deixar la festa i el ball. Jean dubta i té por d'aquesta dona, però la mirada de passió i desig de Sapho el fan seguir-la.

### Acte II
Una habitació modesta a casa de Jean a París.
Els pares de Jean han deixat per uns dies la seva aldea i han vingut a París per veure el seu fill. Comença l'acte amb el pare i el fill cantant una cançó provençal. Jean s'entendreix en contemplar un quadre a la paret amb la casa dels seus pares. Acaba aquesta escena amb Jean preguntant on ha anat la seva mare. El pare li respon que ha anat a recollir la seva néta Irene a l'escola per marxar aviat a Provença amb ella; ja que, amb l'absència del fill, es troben sols a casa i amb Irene mitigaran una mica aquesta solitud. Arriben la mare i Irene, qui es queda sola amb Jean. Tots dos recorden la seva Provença, la seva llunyana casa, els seus jocs infantils. Els pares de Jean ja venen a acomiadar-se, abracen al seu fill i marxen de París amb Irene. Jean roman trist i pensatiu, recordant els consells que li ha donat la seva mare.
Fanny entra de puntetes i saluda Jean, dient-li que esperava la sortida dels seus pares per entrar i tornar a viure amb ell, per passar dies feliços. Jean, malgrat els consells de la seva mare, es resisteix a escoltar-la, però vençut per les seduccions de Sapho, l'abraça plenament apassionat.

### Acte III
Jardí d'un restaurant a Ville d'Auvray; és un diumenge.
Jean i Fanny, que ja viuen junts, han aprofitat el diumenge per fugir del bullici de París i sortir al camp; tots dos són feliços i estan enamorats l'un de l'altre. Abandonen el restaurant dirigint-se al camp. A penes han sortit, entra l'escultor Caoudal amb els seus amics i amigues, que venen a encarregar un àpat al propietari del restaurant, disposats també a passar el diumenge al camp.
Apareixen uns músics ambulants i Caoudal i els seus amics aprofiten per ballar uns instants. Tornen Jean i Fanny, i en Caoudal, que és una persona envilida, degradada i envejosa de la felicitat dels altres, en veure Jean i Fanny els saluda i dirigint-se a ella, la crida amb el sobrenom de Sapho, que és el nom amb el qual la gent del vici a París la coneix, i amb aquest nom va adquirir fama com a dona bella i perversa. Jean, comprenent la veritat, es desespera i diu que no la tornarà a veure mai més. Caoudal, aprofitant la desesperació de Jean, li diu que Sapho és una dona temible i que el seu amor és perillós. Jean fuig abandonant Sapho. En veure com s'allunya el seu amor, ella es desespera maleint Caoudal i els seus amics pèrfids.

### Acte IV
A Provença, a la casa senyorial dels pares de Jean.
Jean, Irene i els seus pares seuen a la taula; a tots ells els preocupa la tristesa de Jean. Aquest es queda sol amb la seva mare, i ella li pregunta la causa de la seva tristesa. "Tu m'amagues alguna cosa", li diu, "però jo ho endevino tot; t'has enamorat d'una dona dolenta." Jean li respon que és veritat, però que tot ha acabat. Li demana perdó i abraça la seva mare.
Entra Irene, també consolant Jean, i li aconsella oblidar els seus desgraciats amors. Entra de sobte el pare de Jean, ple d'inquietud, i li anuncia que acaba d'arribar Sapho, i li recomana que sigui enèrgic i no es deixi seduir. Així ho promet Jean. Sapho s'apropa lentament; veu Jean i s'adreça a ell. Li diu que lluny d'ell ha patit horriblement, que no va voler venir, però que l'amor va ser més fort que la seva voluntat. Jean li diu que marxi, que no la vol veure més. Sapho li respon que el seu amor l'ha redimit, que ha plorat llàgrimes amargues i que aquestes llàgrimes han netejat la seva ànima. Jean la rebutja novament, però Sapho es llença als seus peus, demanant perdó i pietat. Jean està a punt d'abraçar-la i perdonar-la, però de sobte apareix la seva mare, que demana a Sapho que marxi de casa seva. "Qui ets tu?", li pregunta Sapho. "La seva mare", li respon aquesta. Fanny, plorant, humilment li demana perdó i se'n va. La mare de Jean, commoguda, exclama: "Pobra dona!".

### Acte V
És una habitació a casa de Sapho, a Ville d'Avray.
Sapho es troba consumida per la tristesa i omple la seva ànima de resignació mentre llegeix les cartes de Jean, comentant les frases d'amor que troba escrites al paper. De sobte, entra Jean, qui li diu que no pot viure lluny d'ella. Sapho, comprenent que amb el seu amor fa desgraciat a Jean, li demana que l'abandoni i marxi. Jean li diu que ha abandonat la casa dels seus pares per venir a buscar-la i fer-la la seva dona. Sapho, plena d'agraïment, l'abraça i el besa. Jean, cansat, s'ensorra en un sofà i es queda adormit. Sapho, comprenent l'enorme sacrifici de Jean, no vol fer-lo desgraciat i prefereix sacrificar-se ella mateixa, marxant per sempre. Aprofita el moment en què Jean està adormit per escriure-li una carta decomiat. "T'estimaré sempre", escriu, "ploraré sempre pel teu amor, però compleixo amb el meu deure." Acaba la carta, s'adreça a Jean i el besa apassionadament, plena de dolor, marxa per sempre.

## Altres versions
- El compositor anglès Joseph Mazzinghi (1768-1844), també va escriure una òpera amb aquest títol.